# گاریادار
گاریادار (به انگلیسی: Gariadhar) یک منطقهٔ مسکونی در هند است که در Gariadhar Taluka واقع شده‌است. گاریادار ۳۰٬۵۲۰ نفر جمعیت دارد و ۸۳ متر بالاتر از سطح دریا واقع شده‌است.